# Gausz János
Gausz János (Újvidék, 1943. október 7. – Szeged, 2021. november 12.) magyar genetikus, a biológiatudományok (MTA) doktora, egyetemi magántanár.

## Életpályája
Családja a második világháborút követően szülővárosából Szegedre menekült, ahol katolikus pap nagybátyja, Dr. Horváth Lajos, későbbi zsinati bíró a szegedi Szent Imre Kollégium igazgatóhelyettese volt. Iskoláit Szegeden végezte: a Madách utcai általános iskola után a Radnóti Miklós Gimnáziumban érettségizett 1962-ben.  1967-ben a József Attila Tudományegyetemen biológia-kémia szakos középiskolai tanári diplomát szerzett.

## Szakmai tevékenysége
A tanári oklevél megszerzése után a József Attila Tudományegyetem Kísérleti Fizikai Tanszékén kezdett dolgozni mint ösztöndíjas gyakornok, később az Állatrendszertani Tanszékre került tudományos segédmunkatárs beosztásban. Egyetemi doktori értekezését 1967-ben védte meg. 1970-ben alapító tagként csatlakozott az MTA Szegedi Biológiai Kutatóközpont Genetikai Intézetéhez. A Fejlődésgenetika csoportban dolgozott, és tudományos főmunkatársként, illetve tudományos tanácsadóként a hazai drosophila-kutatás hagyományát elindító Rovargenetikai csoport vezetője lett.  1982-ben a biológiai tudományok kandidátusa, majd 1995-ben az MTA biológiai tudományok doktora címet szerzett.

## Oktatási tevékenység
1989-től a József Attila Tudományegyetem, majd az SZTE Természettudományi és Informatikai Kar Genetika Tanszékén rendszeresen részt vett a genetika főtárgy és több speciális kurzus (genetika, fejlődésbiológia, haladó genetika, fejlődés- és sejtgenetika és genetika története) oktatásában. Oktatási tevékenységéért Széchenyi Professzori Ösztöndíjban részesült. Az MTA Szegedi Biológiai Kutatóközpontból történő nyugdíjba vonulása után, 2010-től 2020-ig folyamatosan az SZTE Természettudományi és Informatikai Kar Genetikai Tanszék oktatójaként részt vett a tanszék alap- és posztgraduális képzéseiben. Az egyetem 2015-ben egyetemi magántanár kitüntető címet adományozott részére.

## Kutatási területe
Kutatási területe kezdetben az egyenesszárnyú rovarok zoológiai és ökológiai vizsgálata volt. A Szegedi Biológiai Kutatóközpontban témát váltott, és Drosophila-genetikával kezdett foglalkozni. Jelentős eredményeket ért el a hősokk gének, a pozíció-effektus-variegációt befolyásoló gének, a homeotikus gének és a protein foszfatáz gének vizsgálata során.  Tudományos közleményei jelentek meg olyan elismert folyóiratokban mint a Cell (journal), a Nature (journal), a Genetics (journal), a The EMBO Journal és a Development (journal).

## Külföldi kutatások
Pályája során több híres kutatóhelyen dolgozott vendégkutatóként. Posztdoktori ösztöndíjjal a Biozentrum der Universität Basel Sejtbiológiai Intézetben, Prof. Walter Gehring laboratóriumában végzett kísérleteket. Szenior kutatóként a Genfi Egyetem Állatbiológiai Intézetben, Prof. Pierre Spierer laboratóriumában kutatott, később a Princeton University (U.S.A.) Molekuláris Biológiai Intézetének vendégprofesszora volt, Prof. Paul Schedl laboratóriumában. 

## Tagságok
Két évig tagja volt az Szegedi Tudományegyetem Habilitációs Bizottságának. A tudományos közéletben aktívan részt vett (Professzorok Batthyány Köre), számos kandidátusi, PhD, nagydoktori eljárásban opponensként és bizottsági tagként működött közre. Néhány évig az MTA Genetikai Bizottságának elnöke és a Magyar Genetikusok Egyesületének elnökségi tagja volt. A Szegedi Biológiai Társaság elnökeként a tudományos ismeretterjesztésben is szerepet vállalt.

## Könyvei
- A genetika története. JATEPress, Szeged, 2012. 117 pp.

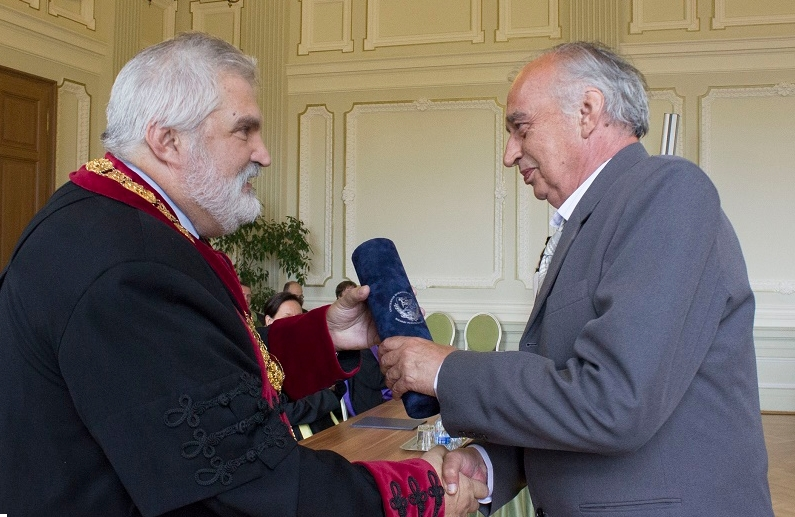
Gausz János átveszi egyetemi magántanári oklevelét Szabó Gábor rektortól 2015-ben

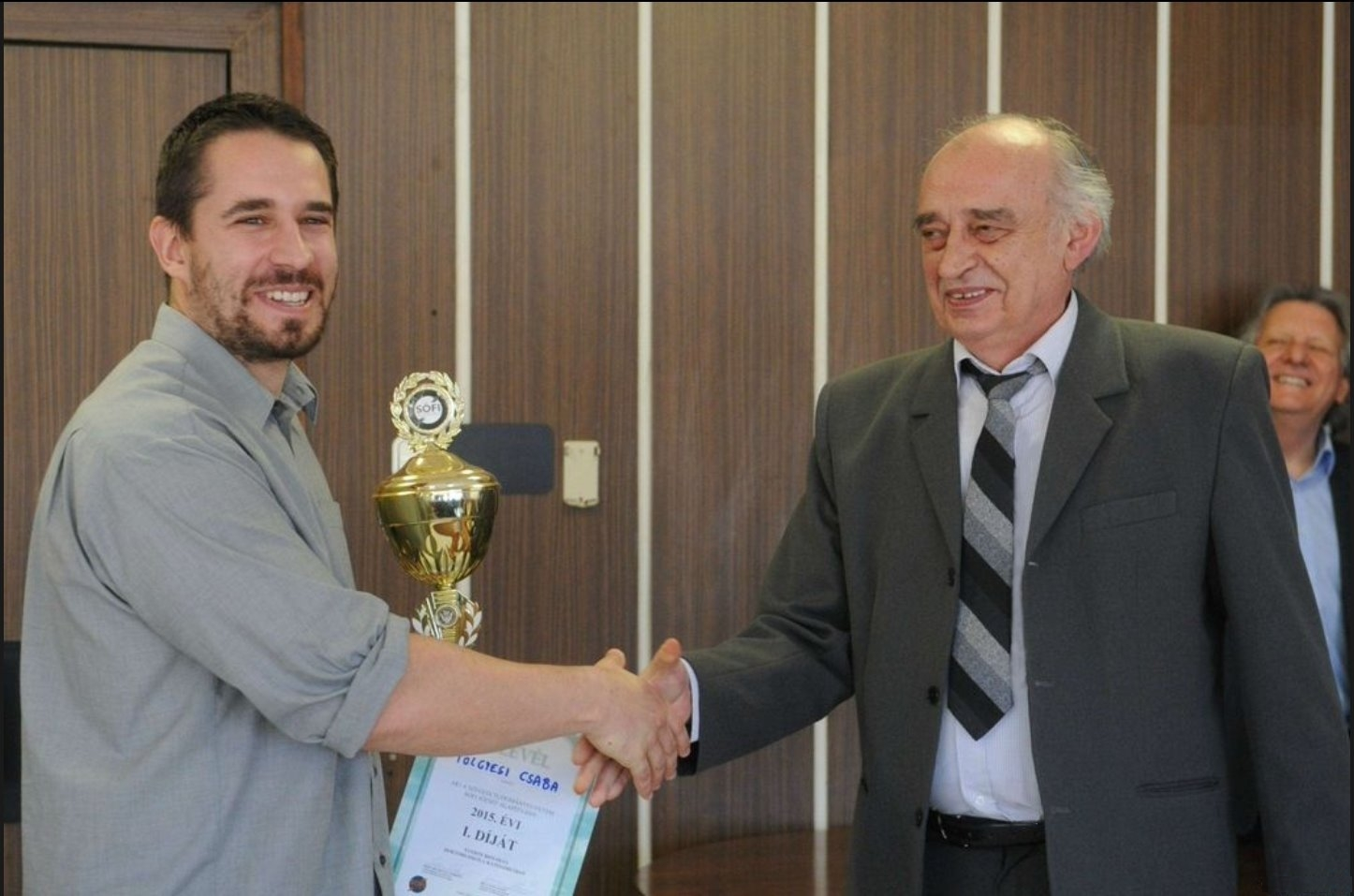
Gausz János átadja a Sófi-alapítvány első díját Tölgyesi Csabának 2015-ben

## Díjai
- címzetes egyetemi docens József Attila Tudományegyetem Genetikai Tanszék (1991)
- Akadémiai Díj (1993)
- Széchenyi Professzori Ösztöndíj (1998)
- Straub F. Bruno-díj (1999)
- Szentágothai János-díj (2002)
- egyetemi magántanár Szegedi Tudományegyetem (2015)